# Хавская улица
Ха́вская у́лица — улица в центре Москвы на Якиманке (ЦАО) и в Донском и  Даниловском районах (ЮАО) между Мытной улицей и улицей Серпуховский Вал.

## История

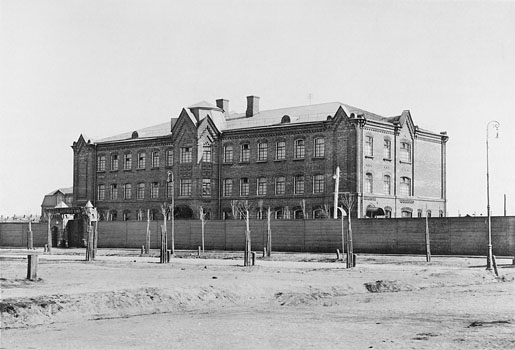
Городской арестный дом на Хавской улице. Иллюстрация 1913 года.

Названа в XIX веке по расположению на месте некогда существовавшей Хавской слободы, которая располагалась в районе пересечения улиц Шаболовка и Серпуховской Вал. Название слободы, по-видимому, произошло от фамилии Хавский, которую носил основатель или кто-то из жителей (домовладельцев) этой слободы. В частности, известен выходец из этой слободы москвовед Пётр Васильевич Хавский (1771—1876), автор книги «Семисотлетие Москвы: 1147—1847» и ряда других работ по истории Москвы.
В 1967 году к улице присоединён бывший проезд Дровяной Площади, на которой в XIX веке находился дровяной рынок.

## Описание
Хавская улица начинается от Мытной как продолжение улицы Павла Андреева, проходит на запад, где на неё выходит Конный переулок, затем поворачивает на юг, пересекает улицы Шухова и Лестева и заканчивается на Серпуховском Валу напротив 5-го Рощинского проезда.

## Здания и сооружения
По нечётной стороне:
- в сквере между домами № 1А и № 3 расположен памятник «Русская зима»;
- № 3 — отделение связи № 162-М-115162;
- № 5 — школьное здание (1934—1935, архитектор А. И. Антонов)[2][3]. Изначально — школа № 545, затем — школа № 600; лицей «Столичный»;
- № 15 — школа № 540 (с гимназическими классами);
- № 19 — детский сад № 1170.

По чётной стороне:
- № 8 — Московская инженерная школа метрологии и качества;
- № 10 — детский сад № 363;
- № 26 — Федеральная национально-культурная автономия азербайджанцев России.